# 小行星8704
小行星8704（英語：8704 Sadakane）是一颗围绕太阳公转的小行星。1993年12月17日，小林隆男在大泉天文台发现了此天体。
这颗小行星的绝对星等为91.80800620504466等。